# Jo van Gastel
Johannes Jacobus van Gastel, detto Jo (Tilburg, 5 gennaio 1887 – Tilburg, 5 marzo 1969), è stato un arciere olandese.

## Palmarès

### Olimpiadi
- 1 medaglia:
  - 1 oro (Anversa 1920 nel Target Archery 28 metri a squadre)